# Greg Crafter
Hon. Gregory „Greg“ John Crafter, AO (* 16. September 1944) ist ein australischer Politiker der Labor Party, der 1979 und zwischen 1980 und 1993 Mitglied des South Australian House of Assembly sowie mehrmals Minister war.

## Leben
Gregory „Greg“ John Crafter absolvierte ein Studium der Rechtswissenschaften und war nach seiner anwaltlichen Zulassung als Rechtsanwalt tätig. Nach dem Mandatsverzicht seines Parteifreundes und bisherigen Premiers Don Dunstan wurde er für die Labor Party bei der dadurch erforderlichen Nachwahl (By-election) im Wahlkreis Norwood erstmals zum Mitglied der South Australian House of Assembly gewählt, des Unterhauses des Parlaments von South Australia. Bereits bei der darauf folgenden regulären Wahl am 15. September 1979 verlor er jedoch gegen seinen Herausforderer von der Liberal Party, Frank Webster. Webster Sieg bei den Wahlen wurde vom Court of Disputed Returns aufgehoben, das feststellte, dass eine Anzeige der Liberalen Partei in einer italienischsprachigen Zeitung, in der Webster als „Ihr Vertreter“ („il vostro deputato“) beschrieben wurde, den falschen Eindruck erweckte, dass Webster das amtierende Mitglied der Legislativversammlung sei. Bei der daraufhin notwendigen Nachwahl am 16. Februar 1980 konnte sich Crafter nunmehr gegen Webster durchsetzen und wurde wieder Mitglied der Legislativversammlung, während Webster sein Sitz im House of Assembly endgültig verlor. Diese Nachwahl reduzierte die bereits prekäre Zwei-Sitze-Mehrheit der liberalen Regierung von Premier David Tonkin auf nur noch ein Mandat. Er vertrat diesen Wahlkreis nunmehr bis zu seiner Niederlage bei der Wahl am 11. Dezember 1993 gegen John Cummins von der Liberal Party.
Nach dem Sieg der Labor Party bei der Wahl am 6. November 1982 wurde Greg Crafter am 10. November 1982 in die Regierung von Premier John Bannon berufen und bekleidete in dieser bis zum 20. April 1989 als Minister für Angelegenheiten der Aborigines (Minister of Aboriginal Affairs) sowie zugleich zwischen dem 10. November 1982 und dem 18. Dezember 1985 als Minister für Gemeinwohl (Minister of Community Welfare). Im Zuge einer Umbildung der Regierung Bannon nach der Wahl am 7. Dezember 1985 übernahm er vom 18. Dezember 1985 bis zum 4. September 1992 des Weiteren die Posten als Bildungsminister (Minister of Education) und als Minister für Kinderdienste (Minister of Children’s Services). In der darauf folgenden Regierung von Premier Lynn Arnold war er zunächst vom 4. September bis zum 1. Oktober 1992 weiterhin Bildungsminister und Minister für Kinderdienste. Nach einer Umbildung der Regierung Arnold fungierte er zuletzt zwischen dem 1. Oktober 1992 und dem 14. Dezember 1993 als Minister für Freizeit und Sport (Minister of Recreation and Sport) sowie zugleich als Minister für Wohnungsbau, Stadtentwicklung und Beziehungen zur Kommunalverwaltung (Minister of Housing, Urban Development and Local Government Relations). Am 26. Mai 1994 wurde ihm der Höflichkeitstitel The Honourable verliehen.
Nach seinem Ausscheiden aus Regierung und Legislativversammlung gründete Crafter Greg Crafter Consulting und arbeitete als registrierter politischer Lobbyist in Südaustralien. Er war außerdem bis zu seiner Ablösung durch Nicholas William Moore 2020 Vorsitzender der Nationalen Bildungskommission der Katholischen Kirche (National Catholic Education Commission). Er war außerdem australischer Vorsitzender der International Baccalaureate Organization und der Alumni-Organisation der University of Adelaide. Für Verdienste um das Parlament von Südaustralien, um die Bildungspolitik in den Bereichen Lehrplanentwicklung und verbesserte Möglichkeiten für Lehrer sowie um die Gemeinschaft durch Sozialfürsorge- und Jugendorganisationen wurde er im Rahmen des Australia Day am 26. Januar 2009 zum Offizier (Officer) des Order of Australia (AO) ernannt.
Greg Crafter ist seit 1973 mit Rae Hurley verheiratet.

## Hintergrundliteratur
- Parliament of South Australia: Statistical Record of the Legislature 1836–2007 (Memento vom 11. März 2019 im Internet Archive)

## Weblink
- Hon Greg Crafter AO. In: Parlament von South Australia. Abgerufen am 21. April 2024 (englisch).